# Cas oblic
En lingüística, el cas oblic o objectiu és un cas gramatical que s'empra normalment en un substantiu o pronom que no és el subjecte de l'oració. Un cas oblic pot aparèixer en qualsevol declinació, tret del cas nominatiu, que és el subjecte d'una oració, o en el cas vocatiu. També contrasta amb el cas ergatiu, que s'empra en llengües ergatives per a substantius que són actors directament implicats; en llengües ergatives, s'empra el mateix cas per a l'objecte directe que per al subjecte pacient.

## Llengües indoeuropees
A les llengües indoeuropees apareix sovint com a resultat de la simplificació del més complex sistema de casos nominals que originalment compartien aquestes llengües.

### Cas oblic en anglès
El cas oblic apareix en els pronoms de la llengua anglesa. Cal observar com el pronom personal de primera persona cobreix una varietat de funcions gramaticals:
- Com a cas acusatiu per a un complement directe:
- :She bit me (ella va mossegar-me)

- Com a cas datiu per a un complement indirecte:
- :Give me the rubber hose (dona'm la mànega de goma)

- Com a complement instrumental d'una preposició:
- :That stain wasn't made by me (aquesta taca no va ser feta per mi)

- I com una marca disjuntiva:
- :Me, I like French (A mi, m'agrada el francès)*

- Cal dir que aquesta marca disjuntiva també és present en francès: Moi, j'aime le catalan.

Els pronoms oblics tendeixen a convertir-se en partícules enclítiques; de fet, l'enclític que hi ha a l'oració anglesa Give 'em hell, Harry! procedeix de l'expressió en anglès mitjà hem, fins i tot podent semblar una versió reduïda de them. Per una altra banda, les llengües romàniques tendeixen a tenir fins i tot més varietat d'enclítics, com en català, que poden haver-n'hi fins i tot tres: renta-te-les-hi, unta-me-la-hi, treu-te-la'n

### Cas oblic en indoirani modern
Algunes llengües irànies i índiques modernes han desenvolupat paral·lelament una distinció tripartita entre el cas directe, vocatiu i oblic, tant al nom com al pronom. En hindi-urdú el cas directe és emprat per a les mateixes funcions que el nominatiu (i en pronoms de primera i segona persona també com a objecte), el cas oblic s'empra amb postposicions. En paixtu el cas directe serveix tant per al nominatiu com per a l'acusatiu i la resta de relacions generalment es marquen amb el cas oblic més preposició o postposició.